# Jan Białas
Jan Białas (Siemianowice Śląskie, 18 agosto 1952 – 6 aprile 1975) è stato un calciatore polacco, di ruolo centrocampista.

## Biografia
Morì per le conseguenze di un incidente d'auto quando ancora non aveva compiuto 23 anni.

### Club
Ha giocato per il Górniczy Klub Sportowy Szombierki Bytom di Bytom e per il GKS Tychy di Tychy

### Nazionale
Giocò la sua unica partita in nazionale nell'amichevole contro Haiti disputata il 13 aprile 1974.

## Statistiche

### Cronologia presenze e reti in nazionale
| Cronologia completa delle presenze e delle reti in nazionale ― Polonia | Cronologia completa delle presenze e delle reti in nazionale ― Polonia | Cronologia completa delle presenze e delle reti in nazionale ― Polonia | Cronologia completa delle presenze e delle reti in nazionale ― Polonia | Cronologia completa delle presenze e delle reti in nazionale ― Polonia | Cronologia completa delle presenze e delle reti in nazionale ― Polonia | Cronologia completa delle presenze e delle reti in nazionale ― Polonia | Cronologia completa delle presenze e delle reti in nazionale ― Polonia |
| Data                                                                   | Città                                                                  | In casa                                                                | Risultato                                                              | Ospiti                                                                 | Competizione                                                           | Reti                                                                   | Note                                                                   |
| ---------------------------------------------------------------------- | ---------------------------------------------------------------------- | ---------------------------------------------------------------------- | ---------------------------------------------------------------------- | ---------------------------------------------------------------------- | ---------------------------------------------------------------------- | ---------------------------------------------------------------------- | ---------------------------------------------------------------------- |
| 13-4-1974                                                              | Port-au-Prince                                                         | Haiti                                                                  | 2 – 1                                                                  | Polonia                                                                | Amichevole                                                             | -                                                                      |                                                                        |
| Totale                                                                 |                                                                        | Presenze                                                               | 1                                                                      |                                                                        | Reti                                                                   | 0                                                                      |                                                                        |

## Palmarès

### Club

#### Competizioni internazionali
- Coppa Piano Karl Rappan: 1

Szombierki Bytom: 1969